# Lùng Tám
Lùng Tám là một xã thuộc tỉnh Tuyên Quang, Việt Nam.

## Địa lý
Xã Lùng Tám có vị trí địa lý:
- Phía đông giáp huyện Yên Minh
- Phía tây giáp xã Đông Hà
- Phía nam giáp xã Thái An
- Phía bắc giáp huyện Yên Minh và xã Cán Tỷ.

Xã Lùng Tám có diện tích 45,89 km²,dân số năm 2019 là 2.644 người, mật độ dân số đạt 88 người/km².

## Hành chính
Xã Lùng Tám được chia thành 7 thôn: Lùng Tám Thấp, Lùng Tám Cao, Mỏ Nhà Thấp, Mỏ Nhà Cao, Tùng Nùn, Lùng Hóa, Hợp Tiến.

## Lịch sử
Trước đây, Lùng Tám là một xã thuộc huyện Đồng Văn.
Ngày 5 tháng 7 năm 1961, Hội đồng Chính phủ ban hành Quyết định số 91-CP về việc thành lập xã Lùng Tám thuộc huyện Đồng Văn trên cơ sở một phần diện tích và dân số của xã Cán Tý.
Ngày 15 tháng 12 năm 1962, Hội đồng Chính phủ ban hành Quyết định số 211-CP về việc thành lập huyện Quản Bạ trên cơ sở tách xã Lùng Tám thuộc huyện Đồng Văn.